# IBM Model M

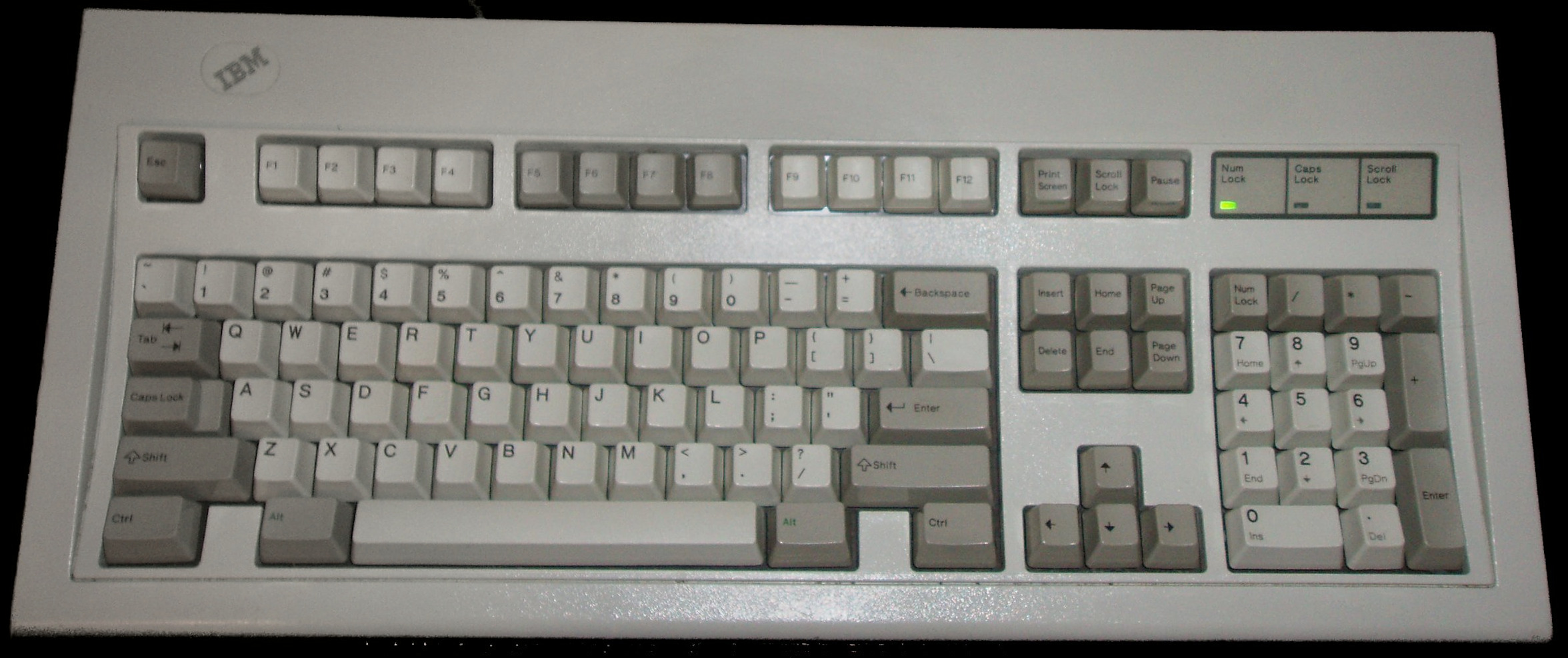
Typische Tastatur IBM Model M von 1989, Teilenummer 1391401. US-amerikanisches 101-Tasten QWERTY-Layout.

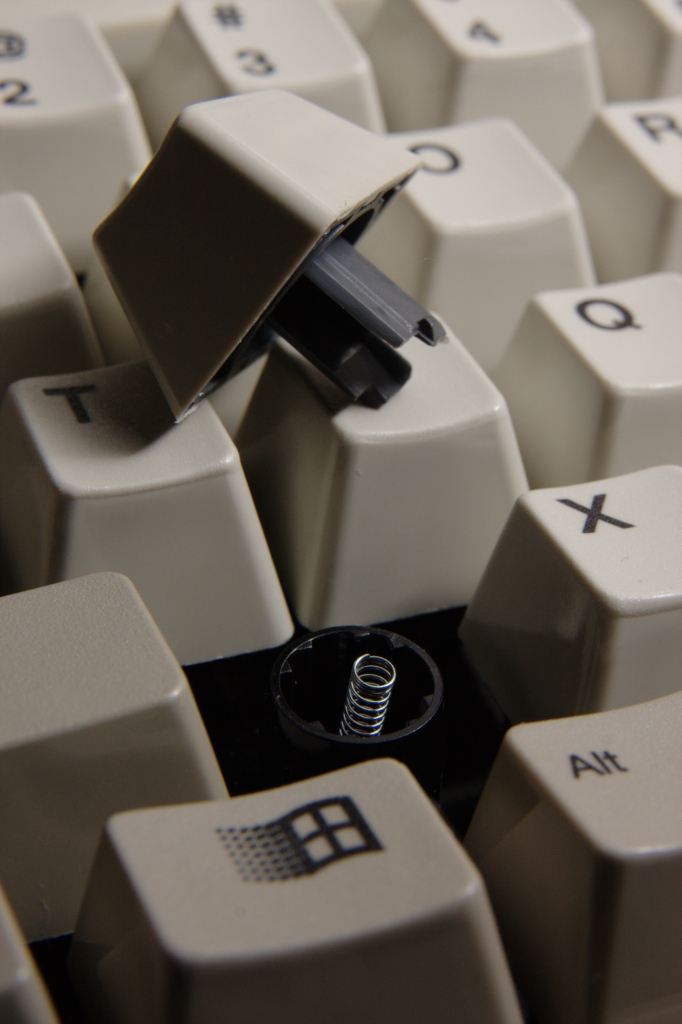
Unicomp Model-M mit entfernter Z-Taste, zu sehen die darunter stehende Knickfeder.

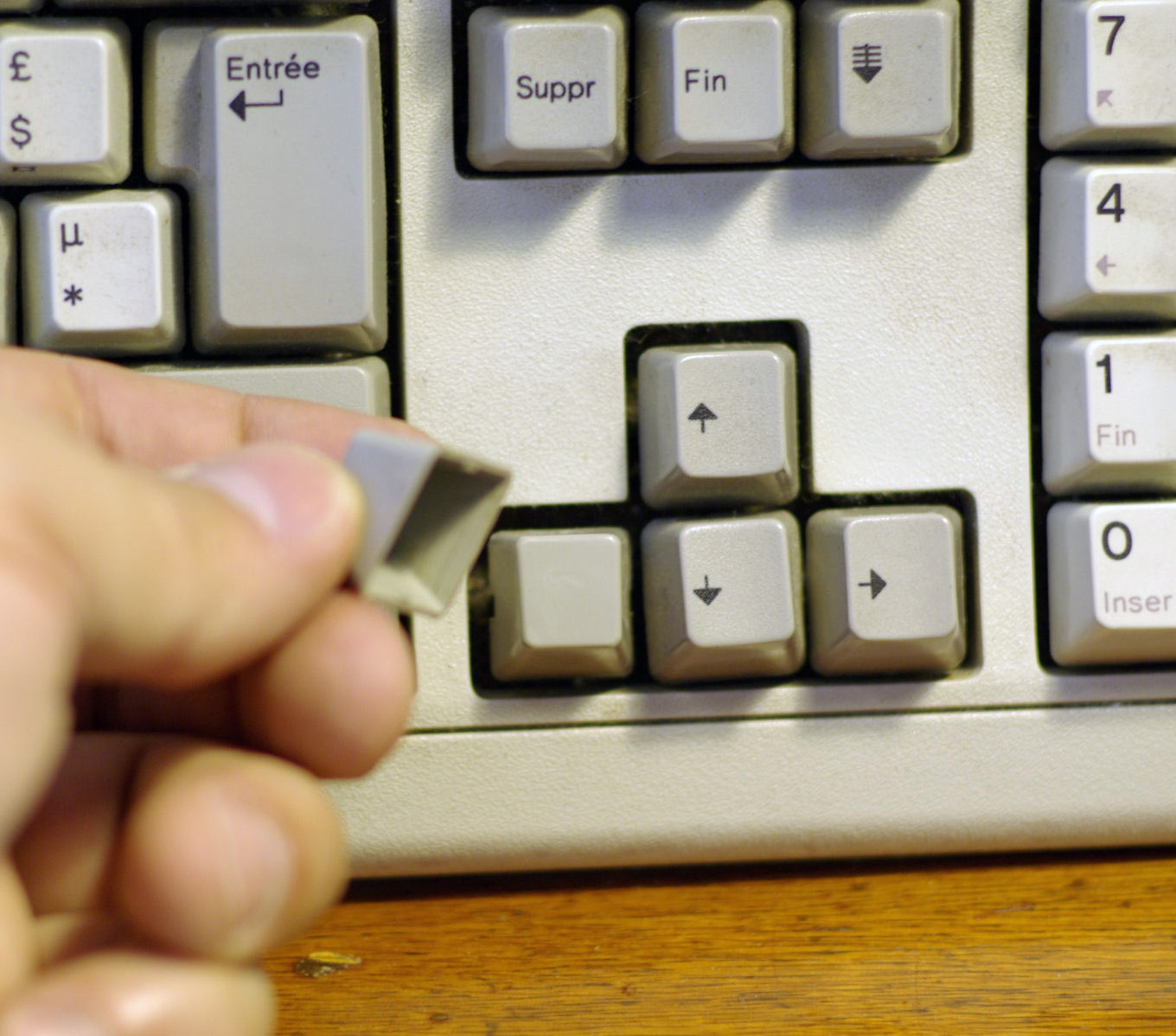
Abnehmbare Tastenkappe einer französischen Model-M-Tastatur

Die Model-M-Tastatur bezeichnet eine Computertastatur-Gattung, die auf die zwischen 1984 und 1999 von IBM millionenfach hergestellte Tastatur „Model M“ zurückgeht. Die Model-M-Tastatur wurde von IBM für ihre IBM Personal Computer konzipiert und erhielt das „Enhanced Personal Computer Keyboard“-Tastenlayout als Weiterentwicklung aus dem 84-Tasten-AT-Tastatur-Design und dem IBM-122-Tasten-Terminal-Tastatur-Design. Ursprünglich von IBM in eigenen Fabriken produziert, wurden spätere Model-M-Tastaturen von Lexmark und in geringerem Umfang von anderen Herstellern im Auftrag gefertigt.
Die große Mehrzahl der Tastaturen dieser Serie ist durch Knickfedern und vollständig auswechselbare Tastaturkappen charakterisiert, jedoch existieren viele verschiedene Varianten dieser Tastatur mit teilweise abweichenden Merkmalen. Die Model-M-Tastaturen sind wegen ihres präzisen Druckpunktes und der damit verbundenen taktilen Rückmeldung bei Vielschreibern sehr beliebt. Weiterhin ist die Serie bekannt für ihre Robustheit: Viele dieser Tastaturen, die seit Mitte der 1980er Jahre im Einsatz sind, funktionieren noch heute und sind auch noch im Einsatz – im Gegensatz zur meisten anderen Computer-Hardware aus dieser Zeit. Auch machte das Model M das IBM-„Enhanced“-Tastenlayout im PC-Bereich populär, das, bis auf kleinere Abwandlungen und Erweiterungen bis heute verwendet wird. Noch heute (Stand 2023) produziert und vertreibt die Firma Unicomp New Model M-Tastaturen mit Knickfedertasten.

## Technische Eigenschaften

Buckling spring torsional snap actuator: Illustration der Funktion einer Knickfeder-Taste (sehr ähnlich der im Model-M) aus dem originalen US-Patent

Kraft-über-Tastenweg-Diagramm einer Knickfeder-Taste. Zu sehen bei Punkt 1C der charakteristische, plötzliche Tasten-Gegenkraftabfall beim Einknicken der Feder/Durchschalten, welcher als taktile Rückmeldung wirkt. Auch existiert eine Hysterese zwischen Herunterdrücken und Rückweg.

Eine hervorstechende Eigenschaft der Model-M-Tastaturen ist der «harte» Tastaturanschlag mit einem Druckpunkt (ca. 70 g Tastenkraft), bei dem die Gegenkraft schlagartig nachlässt (auf ca. 50 g Tastenkraft). Dadurch wird eine taktile Rückkopplung an den Benutzer über die erfolgreiche Tastenbedienung erzeugt. Diese positive Eigenschaft wird durch die Knickfedertechnik realisiert, welche zusätzlich auch einen charakteristischen Tastaturanschlagtonⓘ erzeugt (akustische Rückmeldung). Durch diese deutliche, doppelte Rückmeldung können geübte Schreiber ein unnötiges Durchdrücken der Taste bis zum Grund vermeiden, damit potentiell etwas schneller tippen und machen weniger Fehler. Unter jeder Taste sitzt eine Schraubenfeder, die unter dem Fingerdruck des Bedieners einknickt, dabei einen Hammer auslöst, der zwei elektrisch leitfähige Plastikfolien/Membranen zusammendrückt und damit den Schaltkontakt herstellt.
Die Tastaturen sind für heutige Verhältnisse ungewöhnlich schwer, aber auch stabil, was durch eine Stahlblechplatte als interne Auflage erreicht wird. Häufig sind die Tastenkappen abnehmbar und damit einfach zu reinigen. Auch ist die Beschriftung dauerhaft als Thermosublimationsdruck tief in das Kappenplastik eingebracht. Die Tastaturkappen sind aus hochwertigem PBT-Plastikmaterial gefertigt und damit resistenter gegenüber Verschleiß und Vergilbung als andere Materialien wie ABS (übliches Material bei den meisten neueren Tastaturen). Die Tasten waren für 25 Millionen Tastenanschläge spezifiziert, was bei einem Vielschreiber mit 100 Anschlägen pro Minute, Acht-Stunden-Tag und 250 Arbeitstagen sogar für die am häufigsten verwendete Taste „E“ mehr als zehn Jahre Lebensdauer bedeuten würde. Die Motivation für diese aufwendige Technik war, dass zum Zeitpunkt der Einführung des Model M PCs und Terminals noch mit hochwertigen Schreibmaschinen (v. a. der IBM Selectric) konkurrierten und den Benutzern der Umstieg auf die neue Technik durch ein vergleichbares Tippgefühl vereinfacht werden sollte.
Mit dem Model M wurde auch das IBM „Enhanced Personal Computer Keyboard“-Layout im PC-Bereich eingeführt, das im Gegensatz zu den vorherigen IBM-PC-Tastaturen (wie der AT-Tastatur) ein signifikant verändertes und erweitertes Tastenlayout hatte. Beispielsweise wurden die F11- und F12-Taste und ein abgesetzter Funktionstastenblock neben dem Ziffernblock hinzugefügt, wichtige Tasten wurden vergrößert (Shift und Return) oder ergonomischer auf der Tastatur angeordnet. Es wird vermutet, dass IBM mit dem „Enhanced“-Tastaturlayout versuchte, seine Tastaturproduktion zu konsolidieren, die zwischen mehreren Terminal-Tastaturlayouts und den PC-Tastaturlayouts (mit jeweils internationalen Varianten) gespalten war. Ein Tastaturdesign sollte zukünftig beide Anwendungsfälle abdecken, die Terminals beispielsweise auch mit Terminalemulatoren. Dafür übernahm IBM für das „Enhanced“-101/102-Tasten-Layout primär das Terminal-Grunddesign (jedoch nur 12 statt 24 F-Tasten) und von der AT-Tastatur die LEDs. Auch hatte das „Enhanced“-Design die typischerweise 102-tastigen, internationalen Tastaturlayouts (wie das deutsche „QWERTZ“) als Bestückoption des 101-tastigen Grunddesign integriert, was ebenfalls Kosten sparen half.
Es gibt jedoch auch einige nachteilige Eigenschaften am Model-M-Design. Model M-Tastaturen sind ziemlich schwer (ca. 2,5 kg in der ersten Generation) und damit wenig portabel. Für lautstärke-sensible Bereiche, wie Bibliotheken oder Großraumbüros, sind sie durch das laute Schaltgeräusch nur bedingt geeignet. Obwohl die Tastaturen sehr robust gegenüber trockenem Schmutz sind, bleiben Flüssigkeiten in der Tastatur stehen und verkleben die Membranen (später durch Ablaufkanäle gemildert). Durch ein „2 Key Rollover“-Design können im schlechtesten Fall nur zwei gleichzeitig gedrückte Tasten korrekt über Scancodes identifiziert werden (jedoch, durch geschicktes Design, wurden alle gängigen 3-Tastenkombinationen sichergestellt). Die Umsetzung der Scancodes erledigt ein Hitachi- oder Motorola-6805-Mikrokontroller. Letztendlich hat auch das Model M einen folienbasierten Aufbau, keine mechanischen Taster pro Taste und ist damit keine echte „mechanische Tastatur“ (auch wenn es sich in vielen Eigenschaften wie eine verhält). Auch ist es schwierig zu warten und zu reparieren, da das Gehäuse mit unüblichen 7/32-Inch- (5,5-mm metrisch)-Sechskantschrauben und die innere Platine durch Plastiknieten verschlossen ist. Wenn die Nietköpfe entfernt werden, um an die Tastaturfolien zu kommen, müssen sie zwangsläufig aufwendig durch Schrauben und Muttern ersetzt werden. Das Brechen der Nieten wird auch oftmals durch äußere Krafteinwirkungen hervorgerufen. Auch benötigt das Model M signifikant mehr Strom als aktuelle Tastaturen, ca. 120 mA und 40 mA für die drei LEDs. Das wird zum Problem, wenn ein passiver PS2-USB-Schnittstellenadapter verwendet wird, der eine solche Last nicht erwartet oder die bei USB möglichen 500 mA nicht für einen zuverlässigen Betrieb ausreichen. Jedoch existieren aktive PS/2-USB-Konverter, die mit dem Model M funktionieren; auch nahm Unicomp später Model-Ms mit nativer USB-Schnittstelle ins Programm auf.

## Geschichte
Das Model M wurde als kosteneffizienter Ersatz des Model-F-Designs (verwendet z. B. im AT keyboard) entwickelt. Als Kernstück des Model M wurde ein Membranen-Knickfeder-Tastenaufbau gewählt (engl. Membrane Buckling Spring), ein patentiertes IBM-Design. Das Vorläufer-Patent für eine kapazitive Knickfeder-Taste (so verwendet im Model F) hatte IBM-Mitarbeiter Richard Hunter Harris am 30. August 1977 unter dem Namen Buckling spring torsional snap actuator und der Patentnummer 4118611 beim amerikanischen USPTO beantragt, erteilt wurde das Patent am 3. Oktober 1978. Das darauf aufbauende Patent US4528431 für die Membranen-Knickfedertaste für das Model M (Rocking switch actuator for a low force membrane contact switch) wurde am 9. Juli 1985 erteilt.
Die Produktion des originalen Model M wurde 1985 aufgenommen, und die Geräte wurden die ganzen 1980er Jahre hindurch oft im Bundle mit IBM-Computern verkauft. Sie wurden von IBM in seinen Fabriken in Lexington (USA), Greenock (Schottland) und Guadalajara (Mexiko) gefertigt. Bis 1987 hatten die Tastaturen ein abnehmbares AT-Kabel, später wurden sie mit einem, ebenfalls abnehmbaren, PS/2-Kabel versehen. Die flexiblen Spiralkabel gab es in fünf und zehn Fuß Länge (ca. 1,5 und 3 m). Drei Farbvarianten wurden in größeren Stückzahlen produziert: weiß-beige (ungefärbt), industrie-grau und schwarz.
Im März 1991 begann IBM, Teile seiner Fertigungsanlagen an die Investmentfirma Clayton & Dubilier auszugliedern, einschließlich der Tastaturproduktion, um Lexmark International zu gründen. Das Model M-Keyboard wurde weiter von Lexmark (für vor allem IBM) in den Vereinigten Staaten und Mexiko und von IBM selbst in Schottland gefertigt. Viele dieser Keyboards haben die IBM-Fertigungsnummern 52G9658, 52G9700, 82G2383, 42H1292.
Der Preis für ein Model M mit Trackpoint lag 1993 bei 159 $, was inflationsbereinigt 2012 ca. 253 $ entspricht (ca. 193 € Ende 2012).
Ab 1994 wurde die Mehrzahl der Model-M-Tastaturen einfacher hergestellt, um dem wachsenden Preisdruck auf dem Markt zu begegnen. Zu den Vereinfachungen zählten leichtgewichtigere Plastikteile, ein fest angebrachtes Kabel, eine dünnere Stahlplatte und nur noch einfarbige Tastenbedruckung. Kleine Verbesserungen wurden jedoch auch vorgenommen, wie das Hinzufügen von Flüssigkeits-Ablaufkanälen am Gehäuseboden. Insgesamt wurden beim klassischen Model M in vier Generationen Veränderungen am Aufbau vorgenommen. Die am häufigsten gefertigte Variante mit der Produktionsnummer 1391401 hat ein US-amerikanisches Tasten-Layout für die IBM PS/2-Schnittstelle in weiß-beige.
Am 3. Oktober 1995 lief das Knickfeder-Patent US4118611 aus, das Patent für die Membranen-Knickfedertaste am 9. Juli 2002, jeweils 17 Jahre nach der Erteilung. Das Model M betreffende US-Design-Patent lief 2001 aus.
1996 lief Lexmarks vertragliche Verpflichtung über die Produktion von Tastaturen für IBM aus, und Lexmark stellte die Fertigung ein. Die Produktionsmaschinen und Patente verkaufte Lexmark an einige ihrer Angestellten, welche Unicomp in Lexington gründeten und die Produktion fortführten. Die Unicomp-Variante des Model M, welche dem IBM-Modell 42H1292 ähnelt und zuerst als 42H1292U und später als „Customizer“ bezeichnet wurde, wird weiterhin produziert (Stand 2013). Als Lexmark die Produktion für IBM beendete, fertigte IBM weiter Tastaturen in der verbliebenen eigenen schottischen Fabrik und vergab die Produktion des M13 Trackpoint II Keyboard an Maxiswitch. Die Produktion durch Maxiswitch endete 1998, die durch IBM 1999.
Als einziger Model-M-Produzent ab den 2000ern verblieben, führte Unicomp modernisierte Varianten mit nativem USB-Anschluss sowie Erweiterungen des IBM Enhanced-Tastenlayouts um die inzwischen üblich gewordenen Windowstasten ein.

## Rezeption
Die zeitgenössische Rezeption war überwiegend positiv, auch wenn das im Vergleich zur vorherigen 84-Tasten-AT-PC-Tastatur signifikant veränderte Tastaturlayout moniert wurde. Beispielsweise kritisierte John C. Dvorak von Infoworld 1986 zwar das von IBM als „Enhanced Personal Computer Keyboard“ eingeführte neue Layout, schloss aber positiv mit „It's still the best “feeling„ keyboard in the world.“ („Es ist immer noch die sich am besten anfühlende Tastatur der Welt“). Das von IBM eingeführte „Enhanced“-101/102-Tasten-Layout setzte sich mit dem Model M im PC-Bereich durch und definierte alle folgenden PC-Tastatur-Layouts bis heute, welche typischerweise nur graduell abweichende Varianten dieses Layouts sind.
Das IBM Model M wurde retrospektiv von vielen Rezipienten als zeitloses und überdauerndes Hardwaredesign gepriesen und auch als „Beste Tastatur, die jemals gebaut wurde“ bezeichnet.
Beispielsweise outete sich auch Eric S. Raymond als großer Model-M-Fan und bezeichnete es als „Klassiker“.
Trotz des guten Rufs der Model-M-Tastatur sind Vorgängermodelle, beispielsweise mit kapazitiven Knickfedern oder sogenannten „Beamspring“-Mechanismen, aufgrund der geringen Verfügbarkeit sowie der aufwendigeren Konstruktion und des daraus resultierenden überlegenen Schreibgefühls unter Sammlern und Kennern weitaus begehrter.
Das Model M gilt weiterhin als Referenz, an dem sich aktuelle mechanische Keyboards messen bzw. beim Design orientieren, z. B. Cherrys taktile MX Green-Taster bei der Einführung.

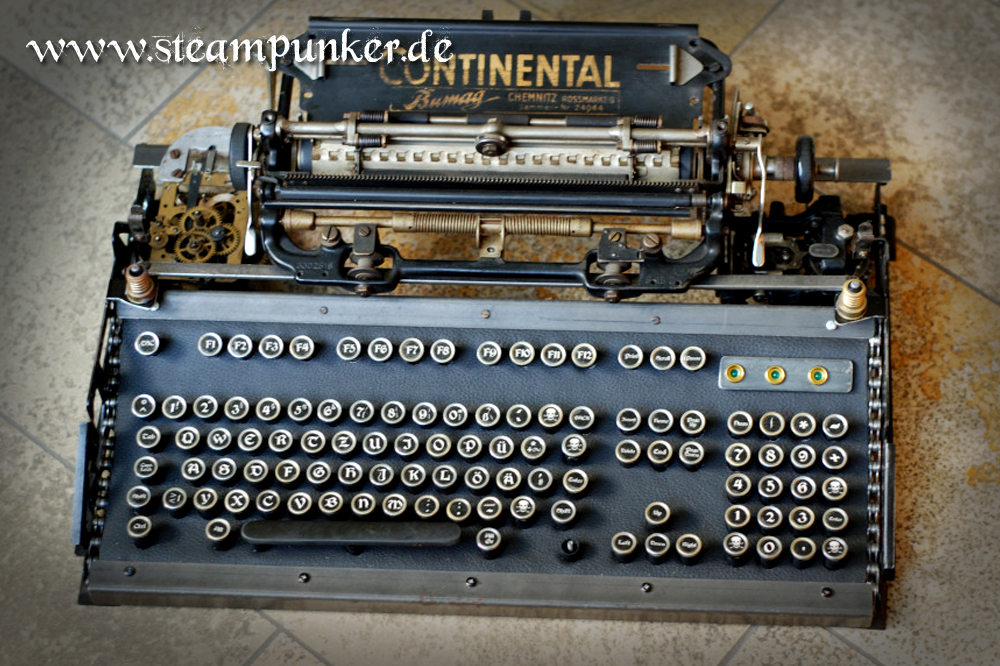
Model-M Gehäusemodifikation im Steampunkstil.

Es existiert eine umfangreiche Gemeinschaft an Enthusiasten, die sich mit Eigenschaften, Pflege und Anpassmöglichkeiten (Modding) von Model Ms beschäftigt.
Typische Modifikationen beginnen mit einfachen Farbanpassungen, über Ersetzen der Plastiknieten durch Schrauben (bolt-modding), über Geräuschpegelreduktionen (floss-modding) bis hin zu kompletten Umbauten des Gehäuses z. B. im Steampunk-Stil.
Obwohl Unicomp weiter Repliken produziert, haben die originalen IBM- und Lexmark-Varianten ihren Wert unter Enthusiasten erhalten können und werden gebraucht zu Preisen wie neue hochwertige Tastaturen (ca. 100 €) gehandelt. In den 14 Jahren Herstellung des Model M durch IBM wurde eine Vielzahl an Varianten produziert, wobei einige nun extrem selten und wertvoll sind.
Mitte der 2000er Jahre sprachen einige Kommentatoren in Zusammenhang mit den Unicomp-Buckling-Spring-Tastaturen von einem (kleinen) Comeback der Model-M-Tastatur.

## Funktionen nach Artikelnummer
| Artikelnummer             | Tastentyp   | Austauschbar | Austauschbar              | Anschluss       | Ablaufkanäle              | Label Typ/Position                          | Hersteller                   | Zeitraum der Herstellung | Copyright                                          | Zusätzliche Funktionen                                                               |
| Artikelnummer             | Tastentyp   | Tastenkappen | Kabel                     | Anschluss       | Ablaufkanäle              | Label Typ/Position                          | Hersteller                   | Zeitraum der Herstellung | Copyright                                          | Zusätzliche Funktionen                                                               |
| ------------------------- | ----------- | ------------ | ------------------------- | --------------- | ------------------------- | ------------------------------------------- | ---------------------------- | ------------------------ | -------------------------------------------------- | ------------------------------------------------------------------------------------ |
| 1370477                   | Knickfeder  | nein         | ja                        | PS/2            | ja                        | blau, linke Ecke                            | Lexmark                      | ?–1995–?                 | Lexmark International, Inc. 1984                   |                                                                                      |
| 1370478                   | Knickfeder  | ja           | ja                        | PS/2            | ja                        | blau, linke Ecke                            | Lexmark                      | 1993                     | Lexmark Int'l. Inc. 1984                           | M-5, Trackball. Links- und Rechtsklick, und L/R-„drag“-Knöpfe.                       |
| 1386085                   | Knickfeder  | ja           | ja                        | AT              | nein                      | Grau, linke Ecke                            | IBM                          | 1988                     | IBM Corp. 1984                                     | englisches Layout.                                                                   |
| 1389979                   | Knickfeder  | ja           | ja                        | AT              | nein                      | silber, rechte Ecke                         | IBM                          | 1986–1987                | IBM Corp. 1984                                     | Keine LED-Lampen für Num/Feststell/Rollen. Schwedisches Layout.                      |
| 1390120                   | Knickfeder  | ja           | ja                        | AT              | nein                      | Silber, rechte Ecke                         | IBM                          | 1986–1987                | IBM Corp. 1984                                     | Keine LED-Lampen für Num/Feststell/Rollen                                            |
| 1390131                   | Knickfeder  | ja           | ja                        | AT oder PS/2    | nein                      | silber, rechte Ecke                         | IBM                          | 1986–1987, 1993          | IBM Corp. 1984                                     |                                                                                      |
| 1390133                   | Knickfeder  | ja           | ja                        | AT oder PS/2    | nein                      | silber, rechte Ecke                         | IBM                          | ?–1986–1987              | IBM Corp. 1984                                     | deutsches QWERTZ-Layout                                                              |
| 1390148                   | Knickfeder  | ja           | ja                        | XT              | nein                      | silber, rechte Ecke                         | IBM                          | ?–1986–1987              | IBM Corp. 1984                                     | Keine LED-Lampen für Num/Feststell/Rollen. Deutsches QWERTZ-Layout                   |
| 1390639                   | Knickfeder  | ja           | nein                      | XT              | ?                         | silber, rechte Ecke                         | IBM                          | ?–1987–?                 | IBM Corp. 1985                                     | spanisches QWERTY Layout                                                             |
| 1391401                   | Knickfeder  | ja           | ja                        | AT oder PS/2    | nein (ja 1992 und später) | grau (blau 1992 und später), linke Ecke     | IBM                          | 1984–1996                | IBM Corp. 1984                                     |                                                                                      |
| 1391402                   | Knickfeder  | ja           | ja                        | PS/2            | ja ?                      | grau (blau 1992? und später), linke Ecke    | IBM UK                       | 1991–1996–?              | IBM Corp. 1985                                     | französisches AZERTY-Layout                                                          |
| 1391403                   | Knickfeder  | ja           | ja (nein 1994 und später) | AT oder PS/2    | ja                        | grau, linke Ecke oder auch blau, linke Ecke | IBM UK/Lexmark International | 1986–1998                | IBM Corp./Lexmark International Inc. 1985          | deutsches QWERTZ-Layout                                                              |
| 1391404                   | Knickfeder  | ja           | ja                        | AT oder PS/2    | nein                      | grau, linke Ecke                            | IBM UK                       | 1986–?                   | IBM Corporation (keine Jahresangabe auf dem Label) | italienisches QWERTY-Layout                                                          |
| 1391405                   | Knickfeder  | ja           | ja                        | AT oder PS/2    | nein                      | Black/blau, linke Ecke                      | IBM                          | 1986–?                   | IBM Corp. 1985                                     | spanisches QWERTY-Layout                                                             |
| 1391406                   | Knickfeder  | ja           | ja                        | AT oder PS/2    | nein                      | grau, linke Ecke                            | IBM                          | ≤1985–1996               | IBM United Kingdom                                 | britische 102-Tasten-Variante                                                        |
| 1391407                   | Knickfeder  | ja           | ja                        | PS/2            | ja                        | grau, linke Ecke                            | IBM                          | ?–1994–1996–?            | IBM United Kingdom                                 | dänisch/isländische-102-Tasten-Variante                                              |
| 1391409                   | Knickfeder  | ja           | ja                        | PS/2            | nein                      | grau, linke Ecke                            | IBM                          | 1989–1992?               | IBM Corp. 1985                                     | norwegische 102-Tasten-Variante                                                      |
| 1391410                   | Knickfeder  | ja           | ja                        | PS/2 (oder AT?) | nein                      | ?                                           | IBM UK                       | ?–1992–?                 | IBM Corp. 1985                                     | portugiesische 102-Tasten-Variante                                                   |
| 1391411                   | Knickfeder  | ja           | ja                        | AT oder PS/2    | nein                      | grau/blau, linke Ecke                       | IBM UK                       | ?–1987–1997–?            | IBM Corp. 1985                                     | schwedisches 102-Tasten-Variante                                                     |
| 1391412                   | Knickfeder  | ja           | ja                        | AT oder PS/2    | nein                      | grau, linke Ecke                            | IBM UK                       | 1987–1996                | IBM Corp.                                          | Schweizer-französisches/-deutsches QWERTZ-Layout, 102-Tasten-Variante                |
| 1391414                   | Knickfeder  | ja           | nein                      | PS/2            | nein                      | grau/blau, linke Ecke                       | IBM UK                       | ?–1998–?                 | IBM Corp. 1985                                     | belgisches AZERTY-Layout                                                             |
| 1391472                   | Knickfeder  | ja           | ja                        | AT oder PS/2    | nein                      | grau, linke Ecke                            | IBM                          | 1987–1991                | IBM Corp. 1984                                     | platzsparender; keinen numerischen Block und keine Lämpchen                          |
| 1391506                   | Knickfeder  | ja           | ja                        | PS/2            | nein                      | grau/blau, linke Ecke                       | IBM de Mexico                | 1990                     | IBM Corp. 1984                                     | spanisches QWERTY-Layout                                                             |
| 1391511                   | Knickfeder  | ja           | ja                        | PS/2            | nein                      | blau, linke Ecke                            | IBM UK                       | 1990–1993                | IBM Corp. 1985                                     | holländische 102-Tasten-Variante                                                     |
| 1392565                   | Knickfeder  | ja           | nein                      | 8P5C (RJ-45)    | ja                        | grau, linke Ecke                            | Lexmark (für IBM)            | ?–1995                   | Lexmark International, Inc. 1984                   | Tastatur für Terminals wie die IBM 3151. Verändertes Layout für spezielle Funktionen |
| 1392934                   | Knickfeder  | ja           | ja                        | AT oder PS/2    | nein                      | grau, linke Ecke                            | IBM                          | 1990                     | IBM Corp. 1984                                     | platzsparender; kein Numerikblock und keine Lämpchen                                 |
| 1393464                   | Knickfeder  | ja           | ja                        | PS/2            | nein (?)                  | grau, linke Ecke                            | IBM                          | ?–1987–1989–?            | IBM Corp. 1984                                     | Genau wie 1391401, mit speziellen Tastenkappen, für Flugbuchungen                    |
| 1393669                   | Knickfeder  | ja           | ja                        | PS/2            | nein                      | blau, linke Ecke                            | Lexmark UK / IBM UK          | 1994–1995                | Lexmark International Inc. 1985 / IBM Corp. 1985   | kroatisches QWERTZ-Layout; Lautsprecheröffnung auf der Unterseite                    |
| 1394064                   | Knickfeder  | ja           | ja                        | PS/2            | nein                      | ?                                           | Lexmark                      | ?–1996–?                 | Lexmark International, Inc. 1984                   |                                                                                      |
| 1394540                   | Knickfeder  | ja           | ja                        | PS/2            | nein                      | grau, linke Ecke                            | IBM                          | 1990–1991?               | IBM Corp. 1984                                     | Hergestellt für IBM-RS/6000-Computer. Beinhaltet Lautsprecher.                       |
| 1394542                   | Knickfeder  | ja           | ja                        | PS/2            | ja                        | grau/blau, linke Ecke                       | IBM UK/Lexmark UK            | 1990–1995?               | IBM Corp. 1985/Lexmark International Inc. 1985     | deutsches QWERTZ-Layout                                                              |
| 1394958                   | Knickfeder  | ja           | ja                        | PS/2            | ja                        | silber auf schwarz, linke Ecke              | IBM UK                       | 1989–1998                | IBM Corp. 1985                                     | deutsche QWERTZ-Variante, dunkelgraue Industrieversion                               |
| 1394966                   | Knickfeder  | ja           | ja                        | PS/2            | ?                         | silber auf schwarz, linke Ecke              | IBM UK                       | ?–1992–?                 | IBM Corp. 1985                                     | schwedische 102-Tasten-Variante, dunkelgraue Industrieversion                        |
| 1395300                   | Knickfeder  | nein         | nein                      | PS/2            | nein                      | blau, obere rechte Ecke                     | IBM                          | 1990–1993                | IBM Corp. 1984                                     | Model M2; Ausgeliefert mit IBM PS/1                                                  |
| 1396790                   | Knickfeder  | ja           | ja                        | PS/2            | ja                        | blau, obere linke Ecke                      | IBM                          | ?–1992–1999?             | IBM Corp. 1985                                     | Hergestellt in UK von IBM; nordamerikanisches Layout                                 |
| 1397003                   | Knickfeder  | ja           | ja                        | PS/2            | ja                        | blau, top left                              | IBM                          | ?–1993–1999?             | IBM Corp. 1985                                     | Hergestellt in UK von IBM; deutsche QWERTZ-Variante; 122 Tasten                      |
| 1397599                   | Knickfeder  | ja           | ja                        | PS/2            | ja                        | grau, linke Ecke                            | IBM                          | ?–1993–?                 | IBM Corp. 1984                                     |                                                                                      |
| 1397681                   | Knickfeder  | nein         | ja                        | PS/2 (oder AT?) | ja                        | blau, linke Ecke                            | IBM                          | ?–1992–1993–?            | IBM Corp. 1984                                     | platzsparender, kein Numerikblock und keine Lämpchen                                 |
| 1399625                   | Knickfeder  | ja           | nein                      | PS/2            | ja                        | blau, linke Ecke                            | Lexmark, IBM UK              | ?–1994–?                 | Lexmark International Inc. 1985                    | Terminaltastatur; Lautsprecheröffnung auf der Unterseite; keine Lämpchen             |
| 13H6705                   | Knickfeder  | nein         | nein                      | PS/2            | ja                        | silber, linke Ecke                          | Lexmark                      | 1995–1998                | Lexmark International, Inc. 1984                   | Trackpoint, zwei Anschlüsse für Tastatur und Maus, das einzige Model M in Schwarz    |
| 42H1292, 92G7453, 92G7483 | Knickfeder  | ja           | nein                      | PS/2            | ja                        | blau, linke Ecke                            | Lexmark, IBM UK              | 1993–1999                | Lexmark International, Inc. 1984                   |                                                                                      |
| 42H1292U                  | Knickfeder  | ja           | nein                      | PS/2            | ja                        | blau, linke Ecke                            | Unicomp                      | 1996–heute               | Unicomp, Inc. 1984                                 | optionaler AT/DIR-Adapter                                                            |
| 51G8572                   | Knickfeder  | ja           | ja                        | PS/2            | ja                        | grau/blau, linke Ecke                       | IBM, Lexmark, IBM UK         | 1993–1996                | IBM Corp. 1984/Lexmark International, Inc. 1984    | Model M; ausgeliefert mit IBM RS/6000; Lautsprecher auf der Unterseite               |
| 52G9658                   | Knickfeder  | ja           | nein                      | PS/2            | ja                        | blau, linke Ecke                            | Lexmark                      | ?–1993–?                 | Lexmark International, Inc. 1984                   | Model M; Lautsprecheröffnung auf der Unterseite                                      |
| 52G9700                   | Knickfeder  | ja           | nein                      | PS/2            | ja                        | blau, linke Ecke                            | Lexmark                      | 1993–1999                | Lexmark International, Inc. 1984                   |                                                                                      |
| 70G8638                   | Gummiglocke | nein         | nein                      | PS/2            | ja                        | Kante, oben rechts                          | Lexmark                      | ?–1994–?                 | Lexmark International. Inc. 1984                   | Lautsprecheröffnung auf der Unterseite, Siebdruck-bedruckte Tastenkappen             |
| 71G4621                   | Gummiglocke | ja           | nein                      | PS/2            | ja                        | blau, linke Ecke                            | Lexmark (for IBM)            | ?–1996–?                 | Lexmark International, Inc. 1984                   | dänisches QWERTY-Layout                                                              |
| 71G4625                   | Gummiglocke | nein         | nein                      | PS/2            | ja                        | grau, linke Ecke                            | Lexmark (for IBM)            | ?–1993–1996–?            | Lexmark International, Inc. 1984                   | deutsches QWERTZ-Layout                                                              |
| 71G4643                   | Gummiglocke | ja           | nein                      | PS/2            | ja                        | blau, linke Ecke                            | Lexmark                      | ?–1995–?                 | Lexmark International, Inc. 1985                   |                                                                                      |
| 71G4644                   | Gummiglocke | nein         | nein                      | PS/2            | ja                        | blau, linke Ecke                            | Lexmark                      | ?–1993–1995–?            | Lexmark International, Inc. 1984                   |                                                                                      |
| 8131276                   | Knickfeder  | nein         | nein                      | RJ25            | ja                        | blau, obere rechte Ecke                     | IBM UK                       | ?–1996                   | IBM Corp.                                          |                                                                                      |
| 82G2383                   | Knickfeder  | ja           | nein                      | PS/2            | ja                        | blau, linke Ecke                            | Lexmark                      | 1993–1999                | Lexmark International, Inc. 1984                   |                                                                                      |
| 82G3281                   | Knickfeder  | nein         | nein                      | PS/2            | ja                        | ?                                           | Lexmark                      | 1994–1995                | Lexmark International, Inc. 1984                   | weißer Trackpoint, zwei Anschlüsse für Tastatur und Maus                             |
| 06H4173                   | Knickfeder  | nein         | nein                      | PS/2            | ja                        | ?                                           | Unicomp                      | 1998–1999                | Unicomp, Inc. 1984                                 | industrieller PS/2-Trackpoint, zwei Anschlüsse für Tastatur und Maus                 |
| UB40R46                   | Knickfeder  | nein         | nein                      | PS/2            | ja                        | ?                                           | Unicomp                      | ?–heute                  | Unicomp, Inc. 1984                                 | 104 Tasten, anpassbares Layout                                                       |
| UB4044A                   | Knickfeder  | nein         | nein                      | USB             | ja                        | keins                                       | Unicomp                      | ?–heute                  | Unicomp, Inc. 1984                                 | 104 Tasten, anpassbares Layout (USB-Version)                                         |
| 02K3817                   | Knickfeder  | ja           | nein                      | PS/2            | ja                        | keins                                       | Unicomp                      | ?–heute                  | Unicomp, Inc. 1984                                 | Unicomp-Tastatur mit deutschem Layout                                                |
| UNI0T56                   | Knickfeder  | nein         | nein                      | PS/2            | ja                        | keins                                       | Unicomp                      | ?–2003–?                 | ?                                                  | 122 Tasten, hergestellt für PC/5250-Emulatoren                                       |
| Artikelnummer             | Tastentyp   | Austauschbar | Austauschbar              | Anschluss       | Ablaufkanäle              | Label Typ/Position                          | Hersteller                   | Zeitraum der Herstellung | Copyright                                          | Zusätzliche Funktionen                                                               |
| Artikelnummer             | Tastentyp   | Tastenkappen | Kabel                     | Anschluss       | Ablaufkanäle              | Label Typ/Position                          | Hersteller                   | Zeitraum der Herstellung | Copyright                                          | Zusätzliche Funktionen                                                               |

## Galerie

Ursprung des „Enhanced“-101-Tastaturlayouts auf dem Model M (oben): die 84-Tasten IBM AT-Tastatur (links unten) und die IBM 122-Tasten-Terminal-Tastatur (rechts unten).
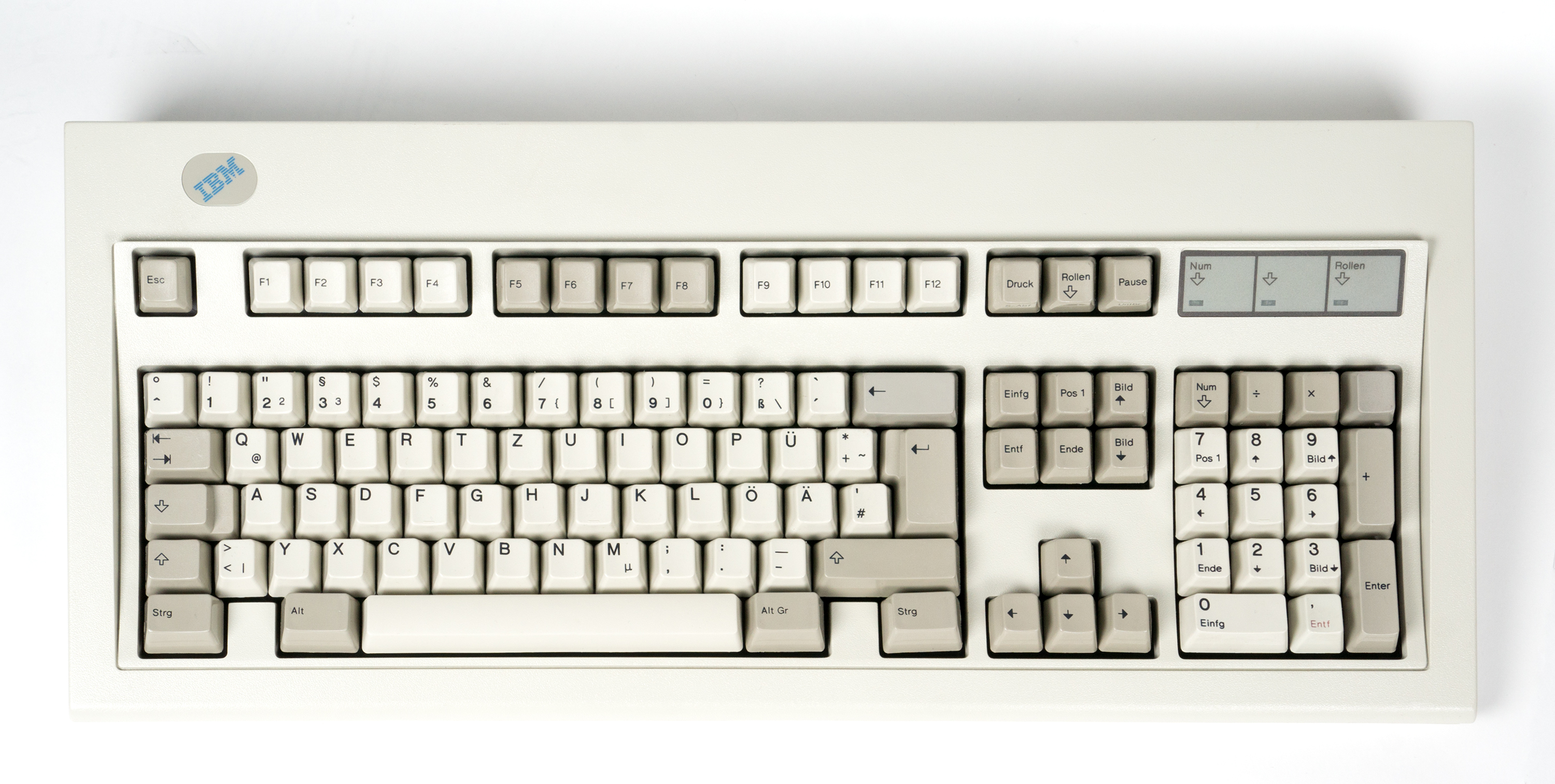
Eine Model M von 1995, Art. Nr. 1391403 mit blauem Logo. Deutsches 102-Tasten-QWERTZ-Layout.
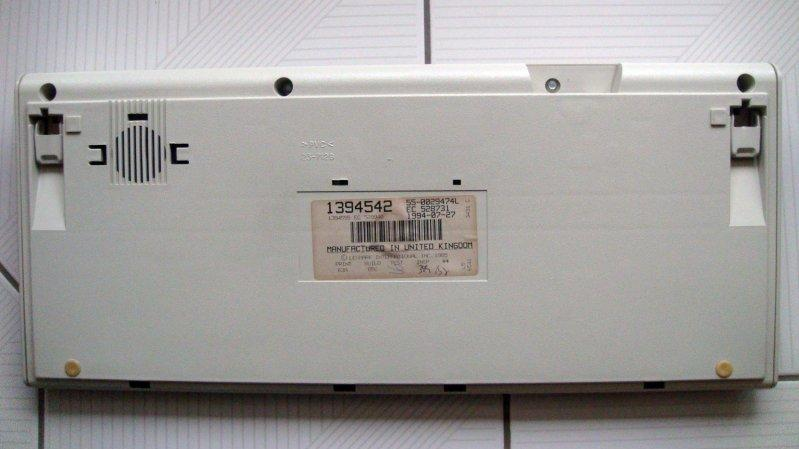
Rückseite einer Model M von 1994, Art. Nr. 1394542 aus Lexmark-Produktion. Am oberen Rand sind die vier unüblichen und tief versenkten 5,5-mm-Sechskantschrauben zu sehen. In der Mitte das Identifikationslabel.
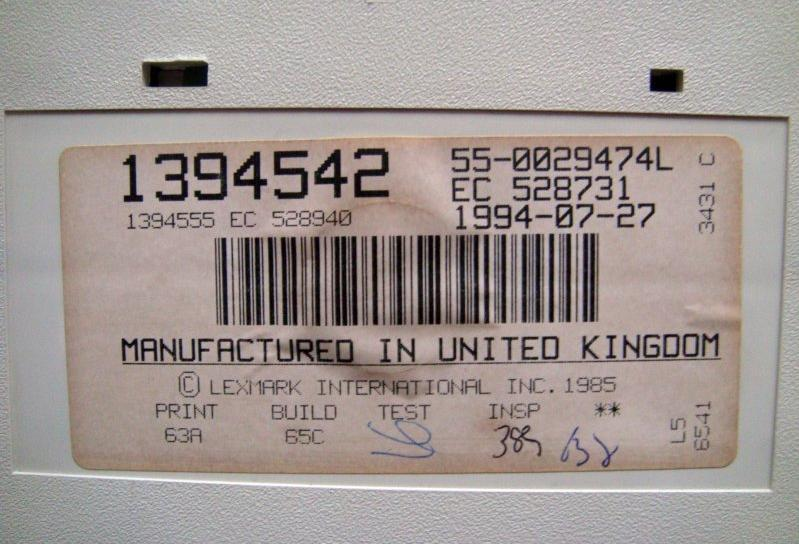
Label mit Teile- und Seriennummer von 1994, Art. Nr. 1394542 aus Lexmark-Produktion. Am unteren Rand die Unterschriften von Lexmark-Mitarbeitern nach Zusammenbau und Funktionstests.
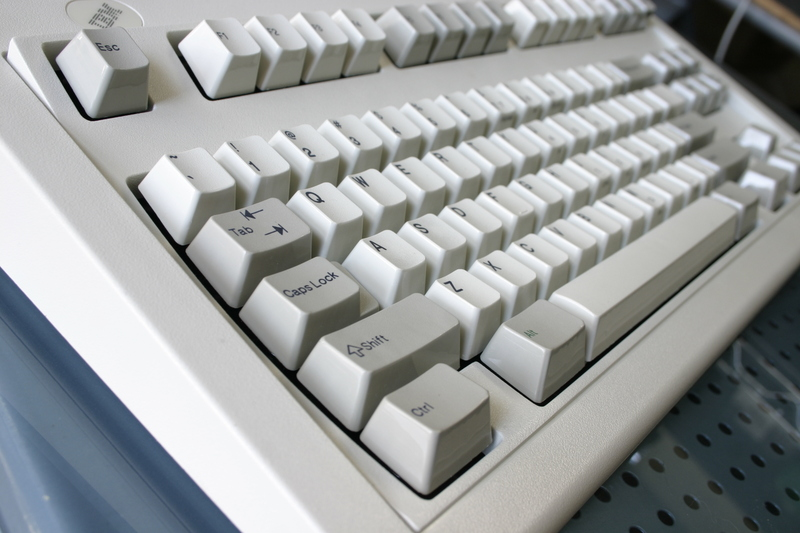
IBM Model M Space Saver (ohne Ziffernblock) von der Seite, zu sehen die deutlich gebogene, ergonomisch geformte Tastaturfläche aller Model M.
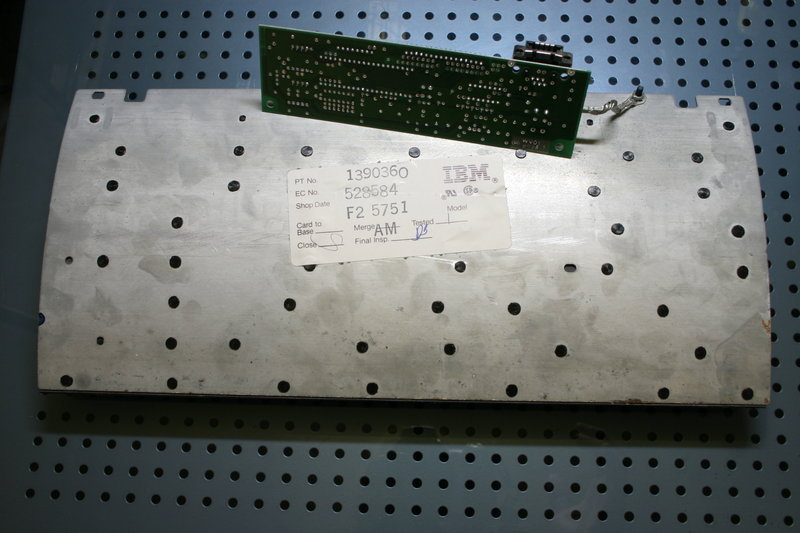
IBM Model M SpaceSaver Innenansicht, Rückseite: die Stahlplatte mittig und die Scancode-Platine oben. Auch zu sehen die ca. 50 Plastiknietköpfe, verteilt auf der Stahlplatte, Tastaturfolien und Tastengehäuse verbindend.
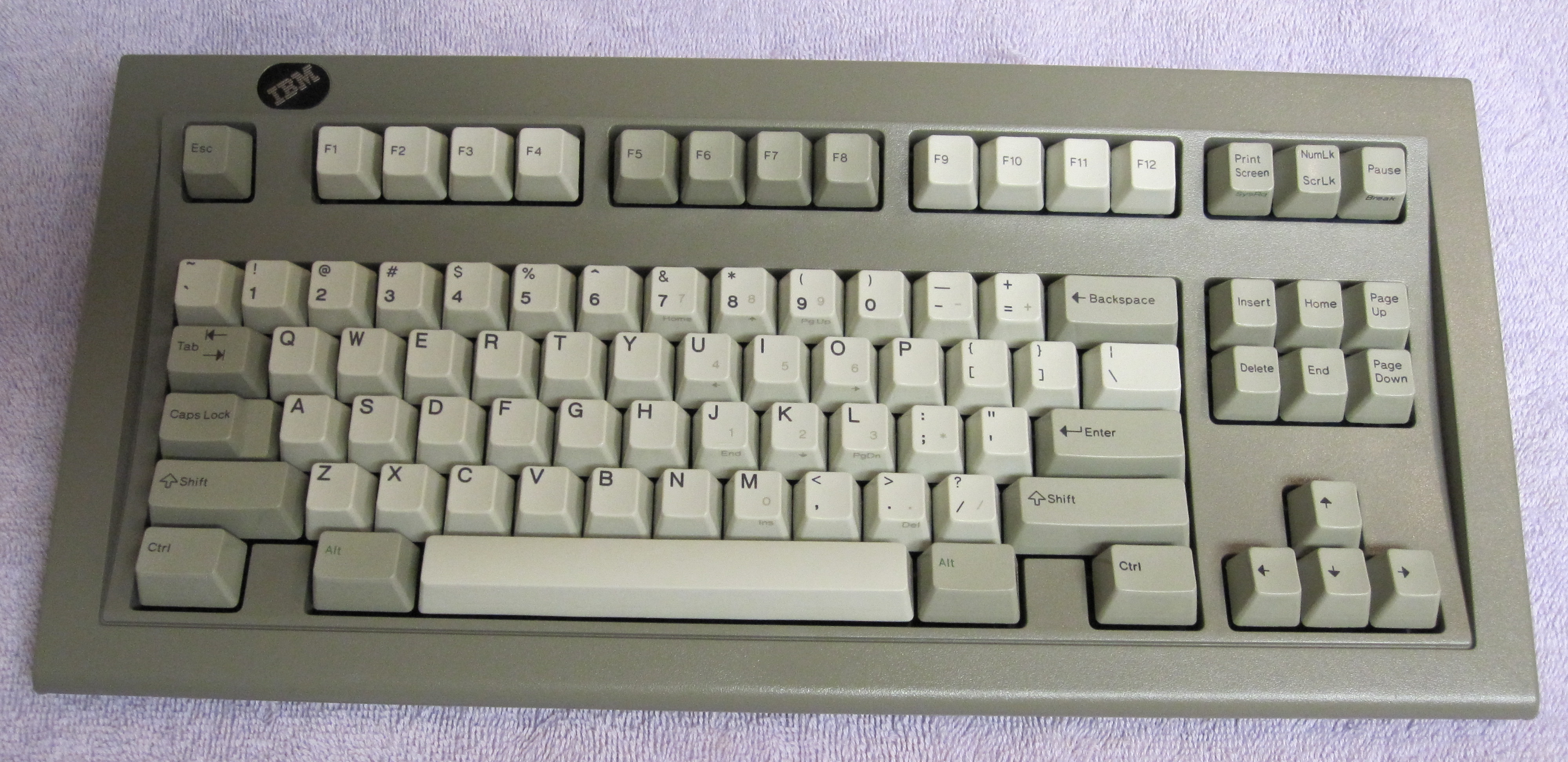
Seltene IBM Model M Industrievariante in grau. „SpaceSaver“-Variante ohne Ziffernblock mit 84 Tasten. Unter Sammlern als „Industrial SSK“ bekannt, erreicht diese Ausführung aufgrund der Seltenheit bei Auktionen hohe Preise.
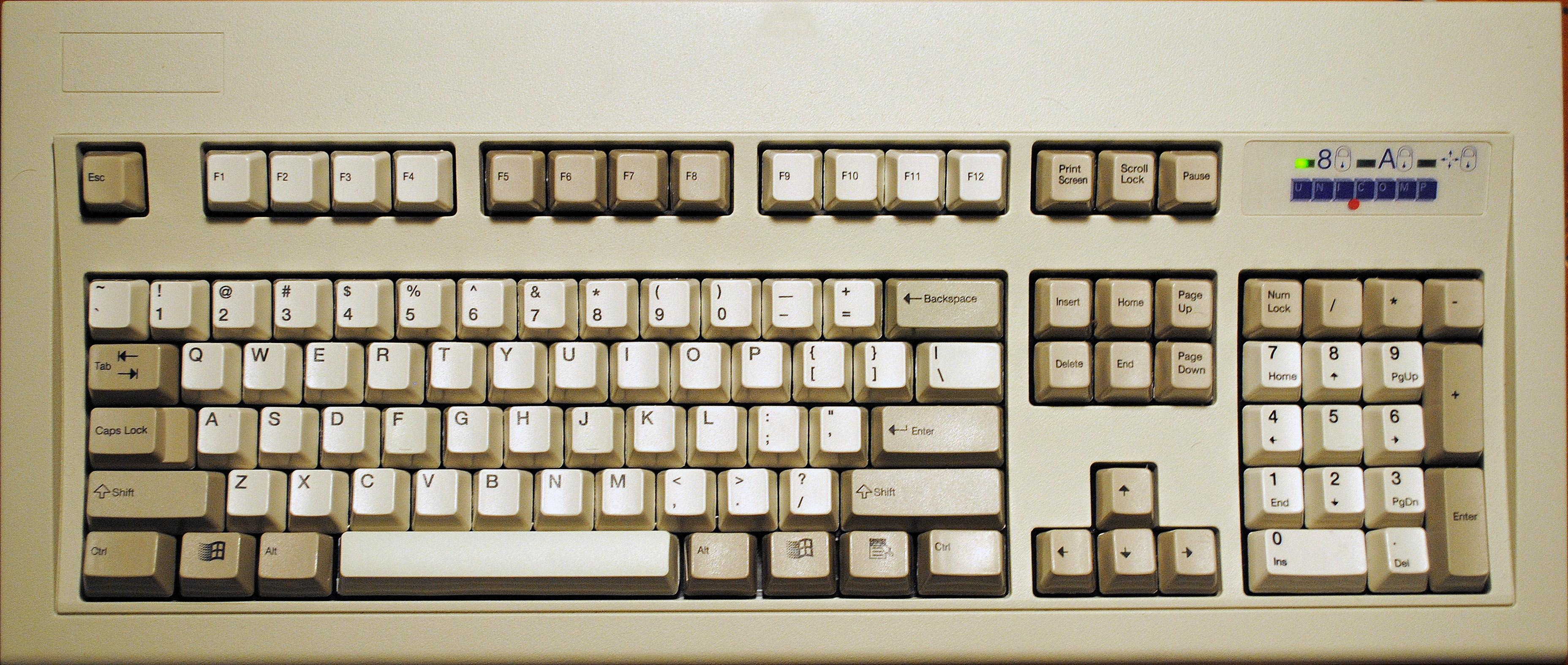
Unicomp „Customizer“-Variante des IBM Model M Keyboard
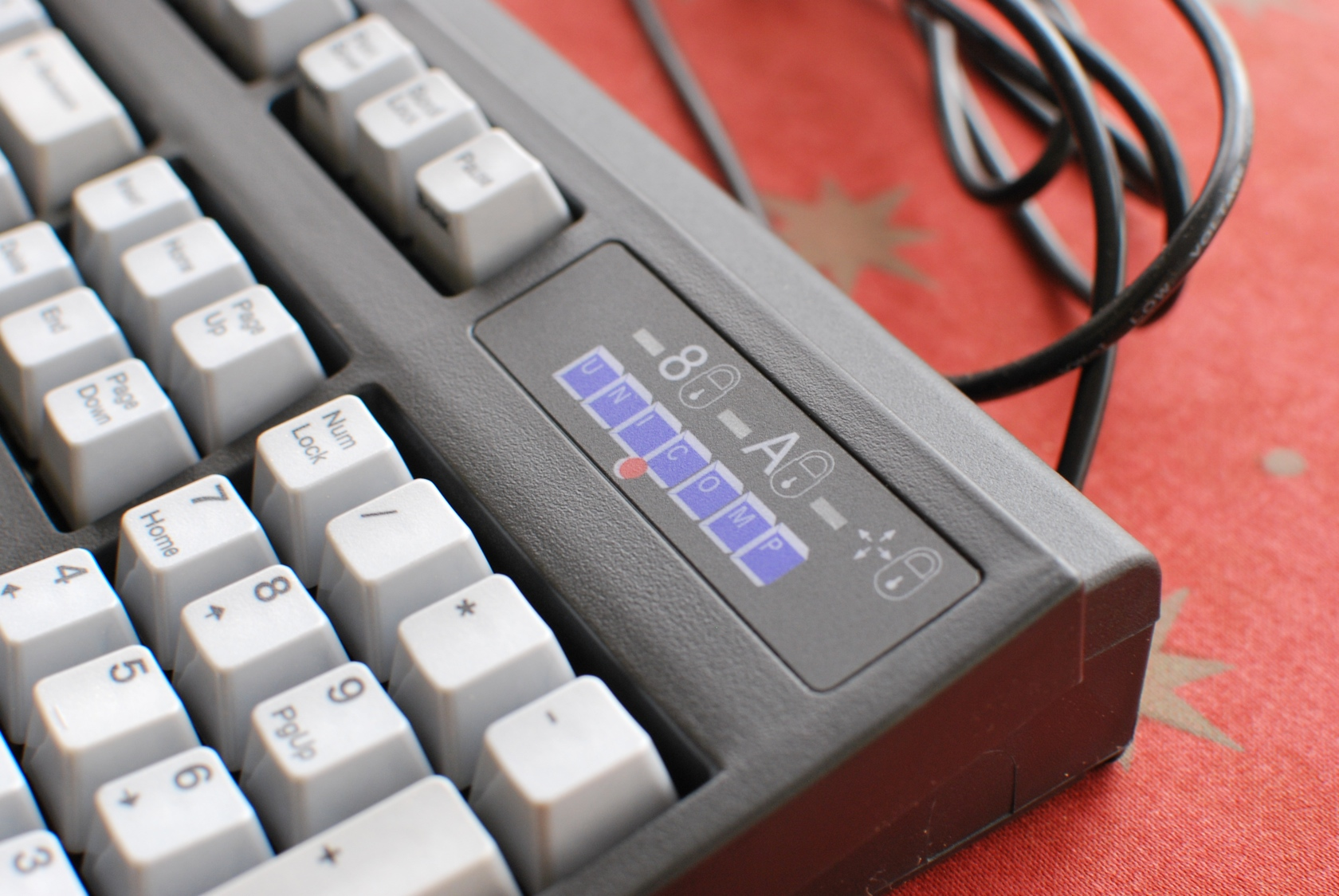
Nahansicht einer aktuellen schwarzen Unicomp-„Ultra Classic“-Model-M-Tastatur.
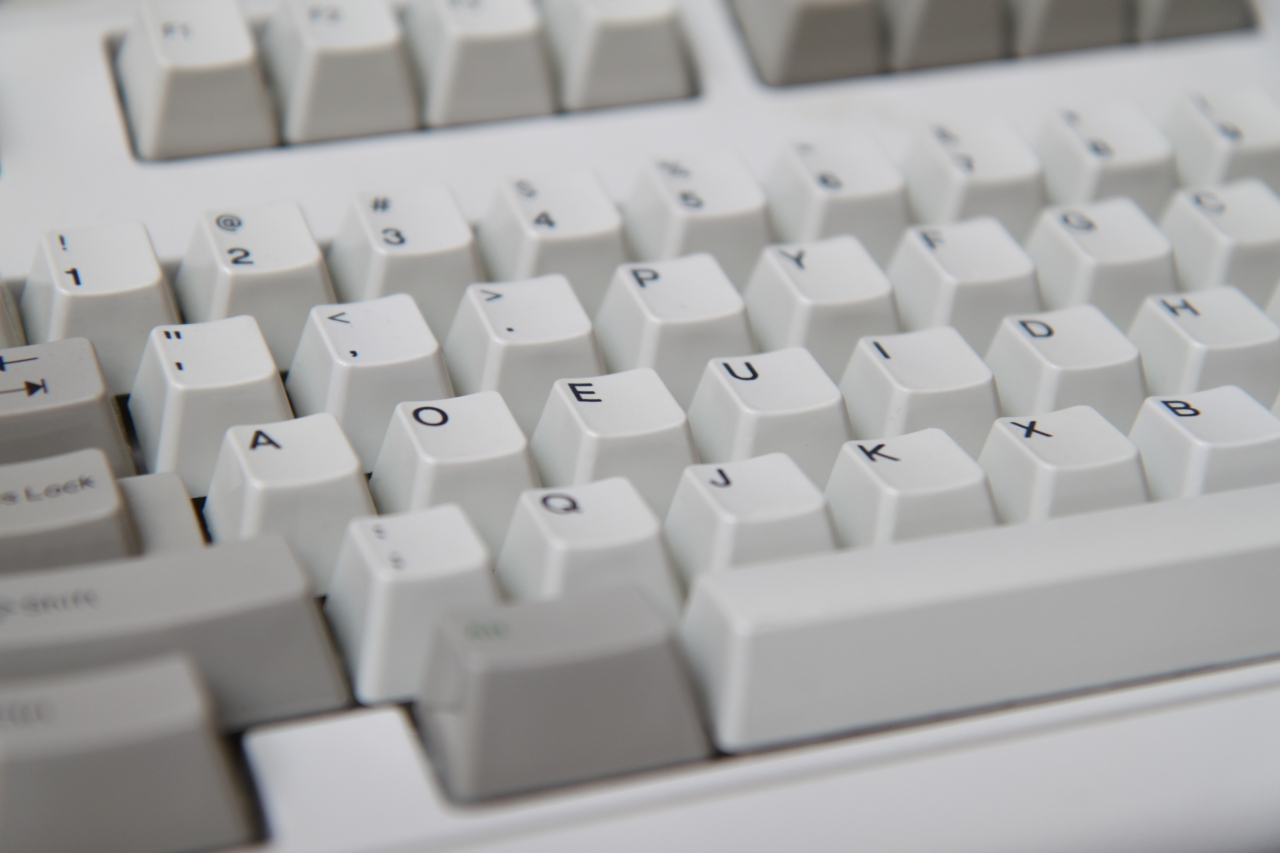
Ein zu einem Dvorak-Layout umgestecktes Model M, leicht durchführbar durch die abnehmbaren Tastenkappen.